# Titus Welliver
Titus B. Welliver (New Haven, Connecticut; 12 de marzo de 1962) es un actor de cine y televisión estadounidense. Es principalmente conocido por interpretar a Man in Black en Lost, Silas Adams in Deadwood, Jimmy O’Phelan en Sons of Anarchy, y al detective Harry Bosch como personaje principal de la serie de televisión Bosch.

## Vida personal
Hijo de Norma, una ilustradora de moda, y del paisajista Neil Welliver, tiene tres hermanos y se crio entre Filadelfia y Nueva York. Estudió interpretación en la Universidad de Arte Dramático de Nueva York a principios de los años 1980, antes de comenzar su carrera como actor.
Welliver se ha casado en cinco ocasiones. Sus matrimonios con Heather Wielandt, la agente de Hollywood Dani Sexton, y la actriz Joanna Heimbold acabaron en divorcio. Su cuarta mujer, Eizabeth W. Alexander, falleció de cáncer en 2012. Luego se casó con la modelo Jose Stemkens en 2014, y se divorciaron en  mayo de 2019.
Tiene un hija con Eizabeth y dos hijos con Joanna.

## Filmografía

### Cine
| Año  | Título                               | Papel                                                     | Notas                                                               |
| ---- | ------------------------------------ | --------------------------------------------------------- | ------------------------------------------------------------------- |
| 1990 | Navy SEALs                           | Redneck In Bar                                            |                                                                     |
| 1990 | The Lost Capone                      | Ralph Capone                                              |                                                                     |
| 1991 | The Doors                            | Macing Cop                                                |                                                                     |
| 1991 | Mobsters                             | Al Capone                                                 |                                                                     |
| 1992 | An American Story                    | Jack Austin                                               |                                                                     |
| 1994 | Tick, Tick, Tick                     | Unknown                                                   | Cortometraje                                                        |
| 1994 | Zero Tolerance                       | Ray Manta                                                 |                                                                     |
| 1994 | Justicia a ciegas                    | Sumner                                                    |                                                                     |
| 1995 | Born to Be Wild                      | Sergeant Markle                                           |                                                                     |
| 1996 | Mulholland Falls                     | Kenny Kamins, Mobster                                     |                                                                     |
| 1997 | The Clearing                         | Unknown                                                   | Cortometraje                                                        |
| 1997 | Rough Riders                         | B.F. Goodrich                                             |                                                                     |
| 1997 | The Big Fall                         | Moe                                                       |                                                                     |
| 2000 | Cement                               | Mo                                                        |                                                                     |
| 2000 | Once in the Life                     | Torch                                                     |                                                                     |
| 2003 | Biker Boyz                           | Max                                                       |                                                                     |
| 2004 | Twisted                              | Dale Becker                                               |                                                                     |
| 2005 | Assault on Precinct 13               | Milos                                                     |                                                                     |
| 2007 | Gone Baby Gone                       | Lionel McCready                                           |                                                                     |
| 2008 | The Narrows                          | Tony                                                      |                                                                     |
| 2008 | The Human Contract                   | Mr. Praylis                                               |                                                                     |
| 2009 | Other People's Parties               | Pat “The Patriot” Prescott                                |                                                                     |
| 2009 | Handsome Harry                       | Gebhardt                                                  |                                                                     |
| 2010 | Mafia II                             | Civilians                                                 | Videojuego (voz)                                                    |
| 2010 | The Town                             | Detective Dino Ciampa                                     |                                                                     |
| 2012 | Man on a Ledge                       | Captain Dante Marcus                                      |                                                                     |
| 2012 | Item 47                              | Agent Felix Blake                                         | Cortometraje de Marvel Comics, precursor de Agents of S.H.I.E.L.D.. |
| 2012 | Argo                                 | Jon Bates                                                 |                                                                     |
| 2012 | Promised Land                        | Rob                                                       |                                                                     |
| 2013 | Red 2                                | Senior Director of Military Intelligence                  | No acreditado                                                       |
| 2014 | Transformers: Age of Extinction      | James Savoy                                               |                                                                     |
| 2014 | Poker Night                          | Maxwell                                                   |                                                                     |
| 2016 | Live by Night                        | Tim Hickey                                                |                                                                     |
| 2018 | Escape Plan 2: Hades                 | Gregor Faust                                              |                                                                     |
| 2019 | An Affair to Die For                 | Russell                                                   |                                                                     |
| 2019 | Shaft                                | Special Agent Vietti                                      |                                                                     |
| 2021 | Batman: The Long Halloween, Part One | Carmine Falcone (voz) Carmine Falcone, Luigi Maroni (voz) | Directo a vídeo                                                     |
| 2021 | Batman: The Long Halloween, Part Two | Carmine Falcone (voz) Carmine Falcone, Luigi Maroni (voz) | Directo a vídeo                                                     |

### Televisión
| Año        | Título                            | Papel                              | Notas                                            |
| ---------- | --------------------------------- | ---------------------------------- | ------------------------------------------------ |
| 1990       | Matlock                           | Johnny Bauer                       | episodio: "The Narc"                             |
| 1992       | L.A. Law                          | William Boyd                       | episodio: "Steal It Again, Sam"                  |
| 1992       | Beverly Hills, 90210              | Doug                               | episodio: "Cardio-Funk"                          |
| 1992       | The Commish                       | Michael Harris                     | episodio: "Video Vigilante"                      |
| 1993       | Tales from the Crypt              | Salucci                            | episodio: "Forever Ambergris"                    |
| 1994       | The X-Files                       | Doug Spinney                       | episodio: "Darkness Falls"                       |
| 1994       | One Woman's Courage               |                                    | Telefilme                                        |
| 1995       | New York Undercover               | Frankie                            | episodio: "Innocent Bystanders"                  |
| 1995–1998  | NYPD Blue                         | Dr. Mondzac                        | Papel recurrente; 8 episodios                    |
| 1996       | Kindred: The Embraced             | Cameron                            | episodio: "Cabin in the Woods"                   |
| 1996       | High Incident                     | Sargento Crispo                    | 2 episodios                                      |
| 1996       | Murder One                        | Larry White                        | 3 episodios                                      |
| 1997       | Nash Bridges                      | Richard Drake                      | episodio: "The Web"                              |
| 1997       | Spy Game                          | Sebastian Dane                     | episodio: "Necessity Is the Mother of Infection" |
| 1997       | The Practice                      | Gordon                             | episodio: "Hide and Seek"                        |
| 1997–1998  | Brooklyn South                    | Oficial Jake Lowery                | Papel principal; 22 episodios                    |
| 1998       | The Day Lincoln Was Shot          | Lewis Thornton Powell              | Telefilme                                        |
| 1999       | Total Recall 2070                 | Henry Sumers                       | episodio: "Personal Effects"                     |
| 1999       | Star Trek: Voyager                | Teniente Maxwell Burke             | 2 episodios                                      |
| 1999       | Touched by an Angel               | Gregory / Lonnie                   | episodio: "The Occupant"                         |
| 1999       | Mind Prey                         | John Mail                          | Telefilme                                        |
| 2000       | Falcone                           | Santino 'Sonny' Napoli             | episodio: "Windows"                              |
| 2001       | Big Apple                         | FBI Special Agent Jimmy Flynn      | 8 episodios                                      |
| 2001       | Blonde                            | Jugador de béisbol (Joe DiMaggio)  | Miniserie de televisión                          |
| 2001       | UC: Undercover                    | Rick Jansen                        | episodio: "Kiss Tomorrow Goodbye"                |
| 2001–2002  | That's Life                       | Dr. Eric Hackett                   | Papel recurrente; 17 episodios                   |
| 2002       | Third Watch                       | Cameron                            | episodio: "Ladies' Day"                          |
| 2002       | Law & Order: Special Victims Unit | Tom Landricks                      | episodio: "Resilience"                           |
| 2003       | The Twilight Zone                 | Dylan                              | episodio: "The Monsters Are on Maple Street"     |
| 2003       | Hack                              | Zachary                            | 2 episodios                                      |
| 2004–2006  | Deadwood                          | Silas Adams                        | 26 episodios                                     |
| 2006       | Law & Order                       | Bill Whitney                       | episodio: "Profiteer"                            |
| 2007       | Numb3rs                           | Agent Graves                       | episodio: "Finders Keepers"                      |
| 2007       | Kidnapped                         | Senator Bill Ross                  | 2 episodios                                      |
| 2007       | Jericho                           | Colonel Robert Hoffman             | episodio: "Why We Fight"                         |
| 2007       | NCIS                              | Navy Captain Roger Walsh           | episodio: "Leap of Faith"                        |
| 2007       | Shark                             | Dexter Modene / Javier             | episodio: "In Absentia"                          |
| 2007–2008  | Life                              | Kyle Hollis                        | 2 episodios                                      |
| 2008       | Prison Break                      | Representative Scott               | 2 episodios                                      |
| 2009       | Monk                              | Daniel Reese                       | episodio: "Mr. Monk's Other Brother"             |
| 2009       | Raising the Bar                   | Nate Chrisman                      | episodio: "No Child's Left Behind"               |
| 2009       | Kings                             | Camarero                           | episodio: "Chapter One"                          |
| 2009       | Supernatural                      | Roger / War                        | episodio: "Good God, Y'All"                      |
| 2009–2010  | Lost                              | Man In Black                       | 3 episodios                                      |
| 2010       | The Closer                        | Gregory Drisken                    | episodio: "Help Wanted"                          |
| 2009–2010  | Sons of Anarchy                   | Jimmy O'Phelan                     | 13 episodios                                     |
| 2010       | True Blue                         | John Leeson                        | Telefilme                                        |
| 2010       | Lost: The Final Journey           | Himself / Narrator                 | Documental para televisión                       |
| 2011       | Law & Order: LA                   | Attorney Kennedy                   | episodio: "Angel's Knoll"                        |
| 2011, 2015 | Suits                             | Dominic Barone                     | 3 episodios                                      |
| 2009–2011  | The Good Wife                     | Glenn Childs                       | Papel recurrente; 16 episodios                   |
| 2011–2012  | CSI: Crime Scene Investigation    | Mark Gabriel / Matt Gabriel        | 3 episodios                                      |
| 2011       | Awakening                         | The Hunter                         | Telefilme                                        |
| 2011       | Good Morning, Killer              | Mike Donato                        | Telefilme                                        |
| 2012       | Grimm                             | Farley Kolt                        | episodio: "Three Coins in a Fuchsbau"            |
| 2012       | Touch                             | Randall Meade                      | 3 episodios                                      |
| 2012       | Powers                            | Triphammer                         | Telefilme                                        |
| 2012       | Midnight Sun                      | Bennett Maxwell                    | Telefilme                                        |
| 2013       | White Collar                      | Senador Terence Pratt              | 2 episodios                                      |
| 2013–2016  | Agents of S.H.I.E.L.D.            | Agente Felix Blake                 | 3 episodios                                      |
| 2014       | The Mentalist                     | Michael Ridley                     | 3 episodios                                      |
| 2014–2015  | The Last Ship                     | Thorwald                           | 4 episodios                                      |
| 2015–2021  | Bosch                             | Detective Hieronymus 'Harry' Bosch | Papel principal; 68 episodios                    |
| 2018       | Chicago P.D.                      | Ronald Booth                       | episodio: "Ghosts"                               |
| 2018       | Hell's Kitchen                    | Él mismo                           | Invitado; episodio: "Hot Potato"                 |
| 2019       | Law & Order: Special Victims Unit | Attorney Rob Miller                | 3 episodios                                      |
| 2020       | The Mandalorian                   | Capitán Imperial                   | episodio: "Chapter 11: The Heiress"              |
| 2021       | Castlevania                       | Ratko (voz)                        | 5 episodios                                      |
| 2021       | Nova Vita                         | Dr. Dexter Luis                    | 9 episodios                                      |
| 2022       | Bosch: Legacy                     | Detective Hieronymus 'Harry' Bosch | Papel principal; 10 episodios                    |